# (11554) Asios
(11554) Asios, désignation internationale (11554) Asios, est un astéroïde troyen jovien.

## Description
(11554) Asios est un astéroïde troyen jovien, camp troyen, c'est-à-dire situé au point de Lagrange L5 du système Soleil-Jupiter. Il présente une orbite caractérisée par un demi-grand axe de 5,262 UA, une excentricité de 0,061 et une inclinaison de 13,7° par rapport à l'écliptique.
Il est nommé en référence au personnage de la mythologie grecque Asios, acteur du conflit légendaire de la guerre de Troie.

## Compléments